# Făgăraș-bjergene
Făgăraș-bjergene (rumænsk: Munții Făgărașului; ungarsk: Fogarasi-havasok) er de højeste bjerge i de Transsylvanske Alper i Rumænien.

## Geografi
Bjergkæden ligger i hjertet af Rumænien.
Området afgrænses i nord af Făgăraș-depressionen, som Olt-floden løber igennem, og i vest af Olt-dalen (Valea Oltului). På trods af sit navn, er Făgăraș, der ligger 20 km mod nord, er ikke den nærmeste by til bjergkæden, som ikke har større bebyggelse. Andre vigtige omkringliggende byer er Brașov og Sibiu.
I området er der flere gletsjersøer bl.a. Bâlea (2.034 moh., 4,7 ha, 11,35 m dyb), som er den største. Den højest beliggende sø ligger i Hărtopul Leaotei gletsjerdalen. Den dybeste gletsjersø er Podragu (2.140 moh., 28.550 m2 ; 15.5 m dybt). Andre søer er Urlea (2.170 moh., 20.150 m2 ) og Capra (2.230 moh , 18.340 m2).
De højeste toppe er:
- Moldoveanu — 2.544 moh
- Negoiu — 2.535 moh.
- Viștea Mare — 2.527 moh.
- Lespezi — 2.516 moh.
- Cornul Călțunului  — 2.510 moh.
- Vânătoarea lui Buteanu — 2.507 moh.
- Hârtopul Darei — 2.506 moh.
- Dara  — 2.501 moh.

## Adgang og turisme
Det mest brugte adgangspunkt til bjergene er Transfăgărășan-vejen der går gennem Făgăraș-området. Den er generelt kun åbent mellem juni og september på grund af dårlige vejrforhold resten af året.
Făgăraș-bjergene er et meget populært vandre-, trekking- og skiområde i Rumænien. De fleste mennesker, der ønsker at vandre på Moldoveanu, tager udgangspunkt fra byen Victoria, eller i andre områder af Făgăraș-bjergene, fra Arpașu de Jos, Porumbacu de Jos og Avrig. I nærheden af Negoiu, og i den centrale del af kæden overtager den stenede natur bjergene, og de vigtigste højderygge spor er teknisk vanskelige. En svær del af stien er en "Tre skridt fra døden"-strækning, der løber langs hovedryggen ved højderyggen Custura Arpașului søen (på rumænsk Lacul) Capra (2.230 moh.). Den sværeste del af højderyggen er Custura Sărății mellem Serbota (2.331 moh.) og Șaua Cleopatrei-passet (2.355 moh.). Ved foden af Șerbota adskillige meter stålkabelgelænder, men på den anden side er der ingen kunstige forbedringer.

## Konflikter
En beslutning om at udpege bjergene som en nationalpark fandt sted i 2016 og har vist sig at være kontroversiel med lokalbefolkningen, der søger at beskytte adgangen til træ og skovprodukter. I virkeligheden har området komplekse jordbesiddelsesordninger, så kun en del kunne udpeges i første omgang, hjulpet af private investeringer. Der er også planer om at udvikle et skisportssted, som modarbejdes af naturfolk, men er støttet af mange indbyggere i de omkringliggende byer, som søger bedre arbejdspladser og økonomiske muligheder.

### Billedgalleri
- På vej mod bjergene
- Udsigt fra Sărata
- Negoiu-toppen (2.535moh.)
- Amfitheater
- Transfăgărășan vej DN7C
- Moldoveanu toppen og Viștea shelter
- Făgăraș-bjergene set fra Olt
- Bâlea-søen
- Bâlea-hytten
- Moldoveanu set fra Viștea Mare
- Vandring i Făgăraș-bjergene
- Făgăraș set fra Sibiu
- Fereastra Zmeilor klippeformationer
- Udsigt mod gletcherdal
- Bjergtinder
- Călțun tilflugtssted